# Леонид Гайдай
Леонид Иович Гайдай е руски и съветски кинорежисьор, сценарист и актьор, народен артист на СССР (1989 г.). Участва във Великата Отечествена война. През 1955 г. завършва режисура. Неговата комедия „Диамантената ръка“ от 1968 г. през 1995 година е призната за най-добрата местна комедия за последните 100 години.

## Филмография

### Режисьор
- 1956 – Дългият път
- 1958 – Младоженец от онзи свят
- 1960 – Възкресен три пъти
- 1961 – Кучето Барбос в необикновен крос
- 1961 – Контрабандисти
- 1962 – Делови люде
- 1962 - Самогончици
- 1965 – Операция „Ы“ и други приключения на Шурик
- 1966 – Кавказка пленница, или новите приключения на Шурик
- 1968 – Диамантената ръка
- 1971 – 12-те стола
- 1973 – Иван Василиевич сменя професията си
- 1975 – Не може да бъде!
- 1977 – Инкогнито от Петербург
- 1980 – За кибрит
- 1982 – Спортлото-82
- 1985 – Опасно за живота!
- 1989 – Частен детектив, или Операция „Кооперация“
- 1992 – В Дерибасовска времето е хубаво, или на Брайтън Бич пак вали

### Сценарист
- 1961 – Кучето Барбос и необикновения крос
- 1961 – Контрабандисти
- 1962 – Делови хора
- 1965 – Операция „Ы“ и други приключения на Шурик
- 1966 – Кавказка пленница, или новите приключения на Шурик
- 1968 – Диамантената ръка
- 1971 – 12-те стола
- 1973 – Иван Василиевич сменя професията си
- 1975 – Не може да бъде!
- 1977 – Инкогнито от Петербург
- 1980 – За кибрит
- 1982 – Спортлото-82
- 1985 – Опасно за живота!
- 1989 – Частен детектив, или Операция „Кооперация“
- 1992 – В Дерибасовска времето е хубаво, или на Брайтън Бич пак вали

### Актьор
- 1956 – Ляна – Алексей
- 1958 – Вятър – червен командир
- 1961 – На път
- 1968 – Диамантената ръка – пияница във входа
- 1971 – 12-те стола – Вартоломей Коробейников
- 1977 – Рискът – благородно дело – камео
- 1992 – В Дерибасовска времето е хубаво, или на Брайтън Бич пак вали – лудият играч в казиното

### Художествен ръководител
- 1978 – По улиците караха скрин

### Режисьор-практикант
- 1956 – Ляна